# San Giuseppe a Chiaia (Nápoly)
A San Giuseppe a Chiaia templom Nápolyban, a chiaiai tengerparti sétányon.

## Története
A templom helyett egykoron egy jezsuita kápolna állt. 1666 és 1673 között bővítette ki Tommaso Carrere. A következő században, a jezsuiták kiűzésével a templomot és a hozzá tartozó épületeket hajózási iskolává alakították át és csak 1817-ben, I. Ferdinánd király jóvoltából került vissza ismét a jezsuiták tulajdonába. A templombelsőt Luca Giordano, Nicola Malinconico valamint Francesco di Maria művei díszítik.